# Cand.med.
Cand.med. (candidatus/candidata medicinæ) er betegnelsen for en person, der har bestået medicinsk embedseksamen og dermed er indehaver af en kandidatgrad i lægevidenskab. Uddannelsen er en forudsætning for at blive læge.
Bekendtgørelsen om kandidatuddannelser fastsætter den engelske oversættelse Master of Science in Medicine. Den tilsvarende betegnelse i engelsksprogede lande vil som hovedregel være MBBS (Bachelor of Medicine, Bachelor of Surgery) i Commonwealth-landene (Canada undtaget), medens man i USA, Canada og Israel i stedet bruger MD (Doctor of Medicine). Det amerikanske physician dækker i grove træk det samme som det danske "læge", medens ordet i britisk engelsk primært betegner en specialist i intern medicin; hér kan i stedet doctor bruges som generel betegnelse.
Det medicinske fakultet på Københavns Universitet har eksisteret siden universitetets grundlæggelse i 1479.
Sundhedsfakultetet på Aarhus Universitet opstod i 1936, hvilket var 8 år efter universitet blev grundlagt.
Fakultetet for medicin på Aalborg Universitet Arkiveret 24. maj 2022 hos  Wayback Machine blev først oprettet i 2010, mens fakultetet for klinisk medicin blev til i 2013.